# Conde do Funchal
Conde do Funchal é um título nobiliárquico criado por D. João, Príncipe Regente de D. Maria I de Portugal, por Decreto de 17 de Dezembro de 1808, em favor de D. Domingos António de Sousa Coutinho, depois 1.° Marquês do Funchal.
Titulares
1. D. Domingos António de Sousa Coutinho, 1.° Conde e 1.° Marquês do Funchal.